# Nokia 7280
Il Nokia 7280 è un telefono cellulare dal design particolare prodotto dall'azienda finlandese Nokia e messo in commercio nel 2005.

## Caratteristiche
- Dimensioni: 115 x 32 x 19 mm
- Massa: 84 g
- Risoluzione display: 104 x 208 pixel a 65 535 colori
- Durata batteria in conversazione: 3 ore
- Durata batteria in standby: 240 ore (10 giorni)
- Bluetooth e infrarossi